# Граф Кинньюл
Граф Кинньюл (англ. Earl of Kinnoull) — наследственный титул в системе пэрства Шотландии. Он был создан 25 мая 1633 года для Джорджа Хэя, 1-го виконта Дапплина (1570—1634). Дополнительные титулы: виконт Дапплин и лорд Хэй из Кинфаунса (1627) в системе пэрства Шотландии и барон Хэй из Пидвардайна (1711) в Системе Пэрства Великобритании.
Титул учтивости старшего сына и наследника — «Виконт Дапплин».

## История
Клан Хэй происходит от нормандского рыцаря Гийома де ла Хэя. Король Англии Карл I Стюарт пожаловал сэру Джорджу Хэю 4 мая 1627 года титулы барона Хэя из Кинфаунса и виконта Дапплина. 25 мая 1633 года для Джорджа Хэя был создан титул графа Кинньюла.
Род Хэй имеет общего предка с семьей графов Эррол. Гилберт де ла Хэй (ум. 1333), предок графов Эррола, был старшим братом Уильяма де ла Хэя, предка графа Кинньюла. В 1251 году Уильям получил от своего брата грамоту на две «запашки» (лат. — Carucate), которая была подтверждена королём Шотландии Александром III.
В 1711 году при содействии лорда-казначея Роберта Харли, 1-го графа Оксфорда и графа Мортимера его зять, Джордж Хэй, виконт Дапплин (1689—1758), будущий 8-й граф Кинньюл, получил титул барона Хэя из Пидвардайна (Пэрство Соединённого королевства).
Родовое гнездо — Замок Дапплин в окрестностях Перта в Шотландии.

## Графы Кинньюл (1633)

Герб рода Хэй-Драммонд

- 1633—1634: Джордж Хэй, 1-й граф Кинньюл (4 декабря 1570 — 16 декабря 1634), второй сын Питера Хэя из Мэггинча (ум. 1596);
- 1634—1644: Джордж Хэй, 2-й граф Кинньюл (1596 — 5 октября 1644), сын предыдущего;
- 1644—1650: Джордж Хэй, 3-й граф Кинньюл (ум. 20 ноября 1650), старший сын предыдущего;
- 1650—1677: Уильям Хэй, 4-й граф Кинньюл (ум. 28 марта 1677), второй сын 2-го графа Кинноула;
- 1677—1687: Джордж Хэй, 5-й граф Кинньюл (ум. 1687), старший сын предыдущего;
- 1687—1709: Уильям Хэй, 6-й граф Кинньюл (ум. 10 мая 1709), второй сын 4-го графа;
- 1709—1719: Томас Хэй, 7-й граф Кинньюл (1660 — 5 января 1719), сын Питера Хэя, младшего брата 1-го графа Кинноула;
- 1719—1758: Джордж Хэй, 8-й граф Кинньюл (23 июня 1689 — 28 июля 1758), старший сын предыдущего;
- 1758—1787: Томас Хэй, 9-й граф Кинньюл (4 июля 1710 — 27 декабря 1787), сын предыдущего;
- 1787—1804: Роберт Хэй-Драммонд, 10-й граф Кинньюл (18 марта 1751 — 12 апреля 1804), старший сын преподобного Роберта Хэя (1711—1776), архиепископа Йоркского, племянник 9-го графа;
- 1804—1866: Томас Хэй-Драммонд, 11-й граф Кинньюл (5 апреля 1785 — 18 февраля 1866), старший сын предыдущего;
- 1866—1897: Джордж Хэй-Драммонд, 12-й граф Кинньюл (16 июля 1827 — 30 января 1897), старший сын предыдущего;
- 1897—1916: Арчибальд Хэй, 13-й граф Кинньюл (20 июня 1855 — 7 февраля 1916), третий сын предыдущего;
- 1916—1738: Джордж Харли Хэй, 14-й граф Кинньюл (30 марта 1902 — 18 марта 1938), единственный сын Эдмунда Альфреда Ролло Джорджа Хэя-Драммонда, виконта Дапплина (1879—1903), внук 13-го графа Кинноула;
- 1938—2013: Артур Уильям Патрик Джордж Хэй, 15-й граф Кинньюл (26 марта 1935 — 7 июля 2013), второй (младший) сын предыдущего от второго брака;
- 2013 — настоящее время: Чарльз Уильям Харли Хэй, 16-й граф Кинньюл (род. 20 декабря 1962), единственный сын предыдущего;
  - Наследник: Уильям Томас Чарльз Хэй, виконт Дапплин (род. 24 июня 2011), единственный сын предыдущего.